# Scott Bigelow
Scott Charles Bigelow (Asbury Park, 1 de setembro de 1961 — Hudson, 19 de janeiro de 2007) foi um lutador profissional norte-americano, mais conhecido pelo seu ring name Bam Bam Bigelow. A sua característica mais reconhecida era uma tatuagem que lhe preenchia a maior parte da cabeça calva. O seu nome artístico derivava de "Bamm-Bamm Rubble", o desenho animando de carácter forte e super-humano, nos Flintstones.

## Carreira
Bigelow foi treinado como um pro-lutador na "Monster Factory" de Larry Sharpe em Gloucestor Township, Nova Jersey. Estreou-se em Memphis, Tennessee em 1985, dublado em  Crusher Yurkov pelo promotor Fritz Von Erich, representando a personagem de um vilão russo. Mudando-se da promoção de Menphis, Bigelow adoptou vários nomes artísticos antes de se fixar em Bam Bam Bigelow.
No final de 1987 assinou com a World Wrestling Federation. Durante o seu início de carreira vários promotores pelos competiram pelos seus serviços. O escolhido acabou por ser  Oliver Humperdink. O seu primeiro encontor na WWF foi com Nikolai Volkoff. Bigelow lutou como parte da equipa de Hulk Hogan na primeira Survivor Series em 1987; Lutou um ano na WWF antes de siri para ser submetido a uma cirurgia a um maltratado joelho.
Bigelow reemergiu rapidamente com Jim Crockett Promotions no final de 1988, e foi imediatamente escolhido para enfrentar Barry Windham no NWA United States Heavyweight Championship.  Depois dessa breve estadia, foi para o Japão trabalhar para o lendário   New Japan Pro Wrestling de Antonio Inoki.
No final de 1992 Bigelow voltou ao WWF. Em meados de 1994, da facção Million Dollar Corporation de Ted DiBiase.
Devido a rumores de bastidores com a Kliq, Bigelow deixou a WWF em 1995 e fez algumas aparições na original, versão independente de Extreme Championship Wrestling no início de 1996, hostilizando com Taz.
No dia 16 de Novembro de 1998 Bigelow estreou-se no World Championship Wrestling.
Em Julho de 2000, Bigelow sofreu queimaduras de segundo grau em 40% do seu corpo, enquanto resgatava três crianças de uma casa em chamas próximo da sua residência. Depois do incidente,  Bigelow passou dois meses a recuperar-se num hospital.
Bigelow voltou ao WCW até que a companhia foi comprada pela WWF em Março de 2001. Então, esperou até que o seu contrato com a Time Warner expirasse em Junho de 2002. Como o seu salário acima da média estava garantido, desde que ele não trabalhasse para outro promotor, Bigelow esteve essencialmente a ser pago para não actuar. Bigelow anunciou a sua saíde nesse Novembro, mas não o fez por muito tempo. Voltou ao ring, fazendo várias aparições para o USA Pro Wrestling, antes de se retirar uma vez mais no dia 19 de Novembro de 2004. Actuou pela última vez no dia 25 de Outubro de 2006 para a American Combat Wrestling, fazendo equipa com Ralph Mosca como "The Syndicate" contra Homeless Fred e Twiztid.
Durante a maior parte da sua carreira, Bigelow foi dependente da droga OxyContin. Nos seus anos mais profícuos, ganhou entre 750.000 e 1.200.000 dólares.

## Final da vida
Em 2000, Bigelow e a sua esposa, Dana Fisher, com quem teve vários filhos, divorciaram-se. Em 2005, Fisher processou Bigelow pelo não pagamento do apoio aos filhos.
Depois da sua retirada, Bigelow mudou-se para uma comunidade privada de recriação chamada "The Hideout", em Lake Ariel, Pennsylvania. Também abriu o restaurante Bam Bam Bigelow Localizado nas imediações da cidade de Hamlin , Condado de Wayne, Pennsylvania, junto à estrada estadual 590, mas viria a fechá-lo mais tarde.
Em Maio de 2004, Bigelow foi acusado de pôr em risco o bem estar de uma criança devido a uma condução incauta. Ele atribuiu o incidente a uma convulsão que havia sofrido, e a multa acabou por cair dois meses depois. Em Agosto de 2004, foi condenado por posse de Cannabis.
No dia 2 de Outubro de 2005, Bigelow foi hospitalizado com o nariz partido e várias lecerações depois de um acidente com a sua Harley-Davidson em Spring Hill, Flórida. A namorada que o acompanhava, Janis Remiesiewicz, sofreu vários ferimentos e foi declarada em "condições críticas". Larry Coggins, o porta-voz  da Patrulha, afirmou que deveria haver uma investigação criminal se Remiesiewicz morresse. Remiesiewicz acabou por recuperar-se completamente, e ficou com Bigelow até à sua morte.

## Morte
Na manhã de 19 de Janeiro de 2007, Bigelow foi encontrado morto, aos 45 anos, em sua casa, por Remiesiewicz, aproximadamente às 10 horas, em Hudson, Florida. Uma autópsia revelou que ele morreu de overdose. Na época da sua morte, Bigelow sofria de infecções persistentes e diabetes.
O seu funeral em Nova Jersey foi pago por Vince McMahon, enquanto um segundo funeral na Flórida foi financiado per vários wrestlers locais. Bigelow foi cremado. Suas cinzas foram entregue aos seus amigos.

## Campeonatos e prêmios
- Extreme Championship Wrestling
  - ECW World Heavyweight Championship (1 vez)
  - ECW World Television Championship (1 vez)

- Mid-Southern Wrestling
  - Mid-Southern Heavyweight Championship (1 vez)

- National Wrestling Alliance
  - NWA Northeast Championship (1 vez)

- New Japan Pro Wrestling
  - IWGP World Tag Team Championship (1 vez) - com Big Van Vader

- Universal Superstars of America
  - USA Championship (1 vez)

- USA Xtreme Wrestling / USA Pro Wrestling
  - UXW/USA Pro Heavyweight Championship (2 vezes)

- World Championship Wrestling
  - WCW Hardcore Championship (1 vez)
  - WCW World Tag Team Championship (2 vezes) -com Diamond Dallas Page (1), como membro da the Jersey Triad (1)

- World Class Championship Wrestling
  - WCCW Television Championship (1 vez)

- Wrestle Association R
  - WAR World Six-Man Tag Team Championship (1 vez) - com Hiromichi Fuyuki and Youji Anjoh

- Pro Wrestling Illustrated
  - Ranked #68 dos 500 melhores lutadores singles do PWI Years em 2003
  - Ranked #36 das 100 melhores equipas do PWI Years em 2003 - com Big Van Vader

- Wrestling Observer Newsletter
  - Rookie of the Year (1986)

## Filmografia
- 1992 - Snake Eater III: His Law
- 1995 - Major Payne
- 1996 - Joe's Apartment
- 2000 - Ready to Rumble